# Théâtre Montansier
Pour le théâtre Montansier de Paris, voir Théâtre du Palais-Royal.
Pour les articles homonymes, voir Montansier.
Le théâtre Montansier est le théâtre de la ville de Versailles situé dans le département des Yvelines (France). C’est un théâtre à l'italienne du XVIIIe siècle situé au cœur du quartier Notre-Dame et à quelques pas du château de Versailles et de l'opéra royal. La salle fut inaugurée le 18 novembre 1777, en présence de Louis XVI et de Marie-Antoinette. Ce théâtre est né sous l’impulsion de Marguerite Brunet, dite Mademoiselle Montansier, dont il porte aujourd’hui le nom.

## Histoire

### Origines

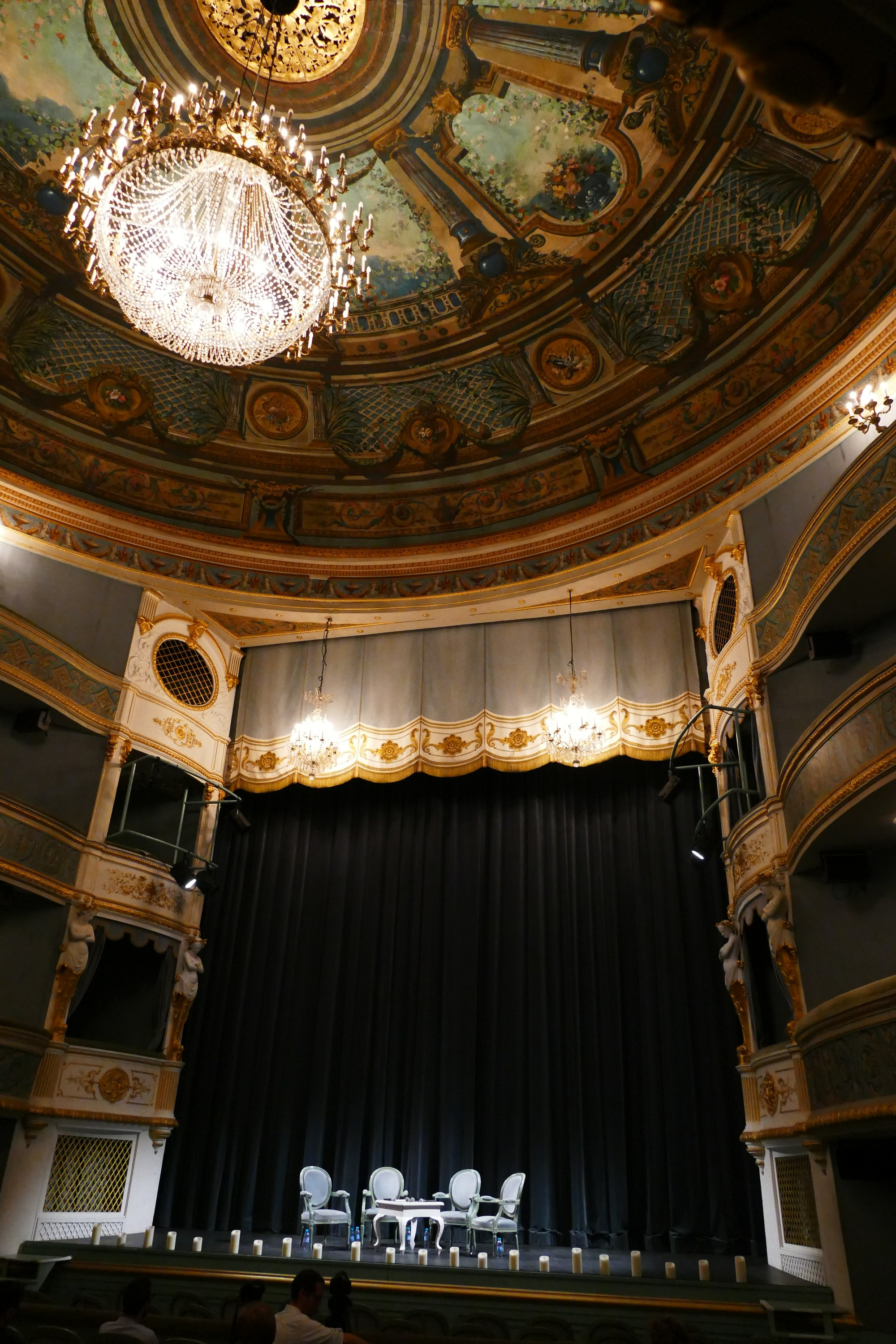
La scène.

Le théâtre Montansier avant d’être au 13, rue des Réservoirs a eu un ancêtre au 31, rue Saint-Honoré dans le quartier Saint-Louis. C’est en 1756 que deux associés, Fleury et Le Comte, font construire une salle de taille plus importante au 3, rue Royale. C’est ce théâtre de 587 places que dirige Mademoiselle Montansier dès 1768. Elle obtient alors la charge et le titre de « directrice des spectacles à la suite de la Cour », soit le privilège exclusif de donner des spectacles dans toute résidence royale. Comme dans ses autres théâtres, sa programmation ne récolte que des succès, les membres de la cour se mêlent au reste du public. 
Cependant, cinq ans plus tard, lasse des jalousies qu’elle suscite et des différends qui l’opposent à Le Comte, elle décide de faire construire un nouveau théâtre dont elle serait propriétaire et directrice. Elle obtient d’acquérir le terrain dit des « chiens verts » qui appartenait alors au comte de Provence, frère du Roi et futur Louis XVIII. 
Une fois le terrain acheté, elle obtient un acte royal, signé de Louis XVI, lui accordant l’exclusivité d’exploitation du nouveau théâtre qu’elle s’apprête à diriger. Jean-François Heurtier est l’architecte choisi, il est membre de l’Académie et inspecteur général des Bâtiments du roi. Il est assisté par Boullet, inspecteur des théâtres de sa Majesté et machiniste de l’Opéra Royal. Le théâtre est édifié en moins de dix mois (de février à novembre 1777). La façade est la même qu’aujourd’hui, à laquelle manque un groupe du sculpteur Boullet représentant Thalie, muse de la Comédie et Melpomène, muse de la Tragédie. Toutes deux étaient assises autour de la lyre d’Apollon. 
Mademoiselle Montansier, femme novatrice, avait réclamé une salle à l’italienne moderne, c’est-à-dire un cercle parfait. On parle alors d’une rotonde dont on fait l’éloge : « forme agréable et commode pour les spectateurs ». 
L’inauguration a lieu le 18 novembre 1777 en présence de Louis XVI et de Marie-Antoinette. Cette dernière y revint souvent accompagnée de son amie la princesse de Lamballe. Le roi et la reine portent un grand intérêt à ce théâtre, de la présentation des plans au choix de leur loge (en avant-scène, côté Jardin). Celui-ci est avant tout stratégique : on peut y accéder directement et de manière privée depuis le château. Madame de Pompadour, quant à elle, avait fait construire son propre petit couloir lui permettant de rejoindre son hôtel particulier situé à droite du théâtre. Après la naissance du Dauphin, Marie-Antoinette réduit ses venues au théâtre Montansier, à qui elle préfère dorénavant son petit théâtre du Trianon, réplique miniature du Montansier. 
La Montansier s’est installée au second étage du théâtre. Elle y reçoit de jeunes auteurs et tient des séances de lecture.

### Un théâtre à l’italienne
Le théâtre à l’italienne se définit par sa forme « en fer à cheval », cette disposition permet – à la manière d’un hémicycle grec – de faire venir un maximum de spectateurs et que tous voient la scène quel que soit leur emplacement. L’acoustique de la salle est excellente.
Dans le cas spécifique du théâtre Montansier les loges étaient décorées de bleu clair et d’or. Le plafond est alors bien différent : le peintre Bocquet représente un tableau circulaire d’Apollon sur son char éclairant la Tragédie, la Comédie et les talents lyriques. Tout ce tableau était encadré de guirlandes de fruits et de fleurs. On peut en avoir une idée en contemplant les plafonds de l’opéra royal du château de Versailles ou du petit théâtre de Marie-Antoinette. Le peintre Canot réalise le rideau de scène en trompe-l’œil. Ce dernier représente le bassin de Neptune, sur lequel donne l’arrière du théâtre, et notamment les loges.

### Restaurations successives
La première restauration date de 1823. La mode est alors au rouge couleur du théâtre bourgeois. Le plafond du peintre Bocquet est remplacé par un plafond représentant les neuf Muses et Apollon. L’autre date importante est celle de 1834. Après avoir appartenu à deux propriétaires privés, la ville de Versailles le rachète pour la somme de 160 000 francs. En 1841, une marquise en zinc est installée pour protéger l’entrée du théâtre et un grand trottoir est créé pour favoriser la circulation.
La deuxième restauration date de 1851, Charles Séchan, peintre décorateur pour l’Opéra de Paris, la Comédie-Française ou l’Assemblée nationale et à qui l’on doit le plafond du grand salon du château de Vaux-le-Vicomte, réalise l’actuel et le troisième plafond, où il peint un treillis de fleurs. Le sculpteur Cruchet réalise la décoration sculptée, qui reste aujourd’hui : les loges d’avant scène, les moulures, les cariatides et les médaillons.
La troisième restauration date de 1936, année où le théâtre prend le nom de théâtre Montansier. Celui-ci retrouve ses couleurs d’origine : le bleu et le blanc rehaussé d’or. La marquise en zinc est alors enlevée, la façade ravalée et le théâtre inauguré en 1937 en présence du président de la République Albert Lebrun.
La dernière grande restauration en date se déroule entre 1992 et 1993 (du 2 mai 1992 au 17 novembre 1993). On y redécouvre des restes d’anciennes décorations originales et qui inspirent les décorations actuelles : motifs de lyre, de putti musiciens, de griffons et de chimères. Fulvio Lanza réalise une réplique du rideau de scène disparu représentant le bassin de Neptune, le foyer est restauré et les sculptures des dessus de portes ajoutées. 
En mars 2009, la restauration de la scène et la réouverture des dessous de scène et de ses machineries (fermés depuis la restauration de 1992) sont menées à bien grâce aux financements conjoints de la ville de Versailles et des dons des spectateurs. C’est l’occasion d’une mise en scène du Marchand de Venise de Shakespeare par Jean-Daniel Laval interprété par la Compagnie de la Reine.

### Direction du théâtre Montansier
Depuis Mademoiselle Montansier, trente-six directeurs se sont succédé à la tête de cette institution. Au XIXe siècle, un grand nombre de directeurs viennent et repartent. On retiendra de cette période la présence de « têtes d’affiches » telle que Mademoiselle Mars de la Comédie-Française. Elle y interpréta le rôle de Dona Sol dans Hernani de Victor Hugo. 
En 1834, la ville de Versailles achète le théâtre et nomme Pierre Carmouche à sa direction. Celui-ci veut un coup d’éclat, il monte Moïse au mont Sinaï ou la première idolâtrie, tragédie méconnue de Chateaubriand. Malgré les réserves de l’auteur, Carmouche programme le spectacle, le tout-Paris et le tout Versailles est présent, c’est un fiasco.
Pendant la Première Guerre mondiale, le théâtre Montansier ferme, mais le directeur a le droit de projeter quelques films afin d’éviter la ruine. Tandis que lors de la Seconde Guerre mondiale, le théâtre est livré à des troupes théâtrales allemandes, qui s’y produisent pour divertir les soldats d'occupation. 
De 1943 à 1961, la ville de Versailles gère seule le théâtre en le louant à diverses troupes. C’est à cette époque que Jean Vilar, Danielle Darrieux ou encore Jean-Louis Barrault passent au théâtre Montansier. 
En 1961, la comédienne et metteur en scène Marcelle Tassencourt est nommée à la direction du théâtre. Elle en marquera l’histoire de manière définitive. Avec la collaboration de son mari, Thierry Maulnier, elle ambitionne de redonner au lieu son lustre d’antan. Sa programmation allie la venue de spectacles parisiens et des créations versaillaises. Elle fonde le Festival de Versailles au Grand Trianon, qui a, depuis, été remplacé par le Mois Molière. 
Francis Perrin, né à Versailles et qui a débuté comme comédien au théâtre Montansier, succède à Marcelle Tassencourt de 1992 à 2000. C’est sous sa direction que sont décidés les grands travaux de 1991-1992. 
En 2000, il passe la main à Jean-Daniel Laval et à la Compagnie de la Reine, créée un an avant sa nomination. Il monte des classiques - notamment des pièces de Molière - et des spectacles ambitieux comme Le Marchand de Venise, L’Opéra de quat’sous, ou encore L’Annonce faite à Marie. 
En juin 2013, Jean-Daniel Laval cède la place à Geneviève Dichamp (ayant précédemment dirigé les théâtres de Charenton, Maisons-Laffitte, Neuilly et Saint Germain et organisé les Molières de 2005 à 2012) et Frédéric Franck (ayant précédemment dirigé le Théâtre de la Madeleine et Théâtre de l’Œuvre), qui prennent la direction du théâtre avec la volonté affichée de faire coexister théâtre public et théâtre privé, création et diffusion. 

### Le théâtre aujourd’hui
Inscrit depuis le 18 avril 1991 au titre des monuments historiques (pour les décors intérieurs), le théâtre Montansier accueille des spectateurs de toute l'Île-de-France grâce à une politique qualitative combinant création et diffusion. Certaines de ses coproductions font  l'objet de tournées ou de reprises à Paris. Pleinement impliqué dans la vie culturelle de la ville de Versailles ( Journées européennes du patrimoine, la Nuit de la création, en 2014, Françoise Carré a élaboré un parcours dans le théâtre avec ses sculptures et œuvres composées de tissus et parfois enduites de terre), le Théâtre Montansier participe également au festival du Mois Molière, qui a lieu chaque année en juin.
En 2017, le théâtre célèbre ses 240 ans à travers une programmation spécifique. L'exposition Le Montansier, un théâtre pour Versailles, la première à lui être consacrée, est présentée du 16 septembre au 2 décembre aux Archives communales de Versailles. Permettant de découvrir des œuvres d'art et des documents d'archives conservés dans les collections municipales, elle retrace l'histoire architecturale du lieu et sa riche programmation depuis sa création jusqu'à nos jours. Elle s'accompagne d'un ouvrage intitulé Le théâtre Montansier et publié aux éditions Gourcuff-Gradenigo. Du 18 au 26 novembre 2017, est présentée La Guerre des Théâtres, opéra-comique mis en scène par Jean-Philippe Desrousseaux dans des décors aimablement prêtés par le Théâtre de la Reine à Trianon et des éclairages originaux pour offrir aux spectateurs un voyage dans le temps. 

## Anecdotes
- Marie-Antoinette et la soupe aux choux : Victor Couailhac rapporte dans son texte La Vie de théâtre, grandes et petites aventures de Mlle Montansier l’anecdote de la soupe aux choux qui veut que Marie-Antoinette, ayant senti un délicieux fumet sur scène, avait demandé de partager le repas des comédiens. L’épisode est ainsi rapporté : « La reine affectionnait particulièrement l'opérette des Moissonneurs. Un soir, la soupe aux choux que mangeaient les acteurs en scène remplissait d'un fumet si franc et si agréable la petite baignoire d'avant-scène que Marie-Antoinette fit demander si on pouvait lui permettre de prendre part au repas. Depuis cette tradition resta au théâtre, et chaque fois qu'on donnait la pièce, on réservait la part de la reine ».
- La Maison Bonnadieu de Carlo Rim avec Danielle Darrieux, où l'on voit clairement la loge d'avant-scène ; l'actrice y est installée avec Bernard Blier.
- Les Liaisons dangereuses de Stephen Frears : Stephen Frears, pour son film, tourna toutes les scènes d’opéra dans le théâtre Montansier. Le film date de 1988, avant la restauration de la salle.
- La Jeune Fille et la Mort de Roman Polanski : la scène finale du film été tournée au théâtre Montansier. Le film date de 1994, après la restauration de la salle.
- Portrait de la jeune fille en feu de Céline Sciamma : la scène finale du film a été tournée dans la salle du théâtre.